# Andrzej Trautman
Andrzej Mariusz Trautman (ur. 4 stycznia 1933 w Warszawie) – polski fizyk teoretyсzny i matematyczny, zajmujący się czasoprzestrzenią i grawitacją, zwłaszcza ogólną teorią względności Einsteina; profesor zwyczajny, członek rzeczywisty PAN i jej były wiceprezes; wieloletni wykładowca Uniwersytetu Warszawskiego i przez kilka lat kierownik Instytutu Fizyki Teoretycznej tej uczelni (IFT FUW). Laureat kilku nagród, w tym Nagrody FNP zwanej „polskim noblem” (2017) oraz Medalu Mariana Smoluchowskiego – najwyższego wyróżnienia przyznawanego przez Polskie Towarzystwo Fizyczne (1986). W 2021 roku pozostaje jednym z tylko siedmiu laureatów obu wyróżnień.
Trautman wsławił się przede wszystkim badaniem fal grawitacyjnych zwanych też promieniowaniem grawitacyjnym lub „zmarszczkami czasoprzestrzeni”. Na przełomie lat 50. i 60. przewidział, że według ogólnej teorii względności fale te niosą energię i przez to są możliwe do zarejestrowania (detekcji). Zaprzeczył tak wcześniejszym opiniom fizyków, np. Leopolda Infelda i samego Einsteina. Za te prace dziękował potem Trautmanowi noblista Kip Thorne, nagrodzony za udział w zaobserwowaniu tego zjawiska. Te zasługi bywają uznawane za jedno z największych osiągnięć polskiej fizyki w XX wieku. Dorobek Trautmana miał też wpływ na badania Stephena Hawkinga i na próby kwantowania grawitacji przez Rogera Penrose’a w teorii twistorów.
Trautman to również zasłużony dydaktyk i popularyzator teorii względności w Polsce – promotor i recenzent doktoratów znaczących uczonych, autor książek, skryptów i publicznych wystąpień.

## Życiorys

### Pochodzenie i kariera
Urodził się w Warszawie. W czasie powstania warszawskiego został wywieziony wraz z matką do Niemiec. Kiedy miał dwanaście lat, jego rodzina przeniosła się do Paryża, gdzie zdał maturę. W 1949 wrócił do Polski i następnie podjął studia na Wydziale Łączności Politechniki Warszawskiej, gdzie w 1955 uzyskał tytuł magistra inżyniera.
W następnych latach studiował fizykę w grupie Leopolda Infelda w Instytucie Fizyki PAN. W 1959 uzyskał stopień doktora za pracę na temat promieniowania grawitacyjnego, promowaną przez Infelda i Jerzego Plebańskiego. W 1962 habilitował się na podstawie badań praw zachowania w ogólnej teorii względności.
Trautman przeszło 40 lat pracował w Instytucie Fizyki Teoretycznej (IFT) na Wydziale Fizyki Uniwersytetu Warszawskiego – od 1961 aż do przejścia na emeryturę w 2003. Zajmował kolejne stanowiska od adiunkta do profesora zwyczajnego (1964), a w latach 1974–83 był dyrektorem IFT.

### Dorobek naukowy
Jego prace z lat 50. i 60. XX wieku stanowią istotny wkład do teorii fal grawitacyjnych, później potwierdzonych doświadczalnie w 2015 roku w amerykańskich obserwatoriach LIGO. W 1960 roku Trautman wspólnie z Amerykaninem Ivorem Robinsonem opublikował opis fal grawitacyjnych, będący rozwiązaniem równań Einsteina. Później pracował m.in. nad teorią Einsteina-Cartana. Zajmował się też matematycznymi metodami fizyki: teorią grup i ich reprezentacji, algebrami Clifforda, spinorami i twistorami. Został uwieczniony nazwami pojęć specjalistycznych: metryki Trautmana-Robinsona oraz masy Trautmana-Bondiego.
W latach 1965–1999 wypromował sześciu doktorów, w tym J.P. Lasotę (1971), Marka Abramowicza (1973) i Jerzego Lewandowskiego (1989). Trautman miał też wpływ na badania Michała Hellera – recenzując jego doktorat (1966), a potem w latach 90. proponując mu zastosowanie geometrii nieprzemiennej w teorii względności.
Okazjonalnie popularyzował fizykę, np. przez wywiady, publiczne wykłady i książki – jako autor i jako tłumacz Alberta Einsteina na język polski (por. niżej).

### Status polityczny
Jak relacjonował, od 1952 do 1981 był członkiem PZPR, lecz 17 grudnia 1981 złożył partyjną legitymację – w proteście przeciwko pacyfikacji górników w kopalni Wujek.

## Życie prywatne
Żonaty z Różą Michalską (później Trautman), także piszącą doktorat u Infelda. Andrzej Trautman wspominał, że to ona przekonała ich profesora o istnieniu obserwowalnych fal grawitacyjnych, czego nie był w stanie sam osiągnąć. Syn Trautmanów Paweł również został doktorem fizyki.

## Publikacje

### Artykuły
W ciągu przeszło półwiecznej kariery (w latach 1955–2014) Trautman opublikował ponad sto artykułów badawczych. Ukazały się w co najmniej kilkunastu czasopismach naukowych, takich jak:

- „Communications in Mathematical Physics”,
- „General Relativity and Gravitation”,
- „Acta Physica Polonica B”,
- „Journal of Geometry and Physics”,
- „International Journal of Modern Physics A”,
- „Classical and Quantum Gravity”,
- „Twistor Newsletter”,
- „Contemporary Mathematics”,
- „Proceedings of the Royal Society of London”,
- „Journal of Mathematical Physics”,
- „Journal of Theoretical Physics”,
- „Physical Review Letters”.

Kilkadziesiąt z nich opublikował ze współautorami. W tym gronie kilkunastu osób znaleźli się m.in. Ivor Robinson, Hermann Bondi i uczniowie Trautmana jak Jerzy Lewandowski.

### Książki – autorstwo
- 1971: Teoria względności, wraz z Wojciechem Kopczyńskim, Zakład Narodowy im. Ossolińskich – Wydawnictwo PAN.
- 1981: Czasoprzestrzeń i grawitacja, wraz z Wojciechem Kopczyńskim, Państwowe Wydawnictwo Naukowe, ISBN 83-0102266-3.
  - 1984: II wydanie, PWN, ISBN 83-0102266-3.
  - 1992: Spacetime and gravitation (ang.), tłum. Jerzy Bałdyga i Antoni Pol, PWN i Wiley, ISBN 83-0109995-X.

### Tłumaczenia książek
- 1958: Albert Einstein, Istota teorii względności (z ang. The Meaning of Relativity), PWN.
  - 1962: II wydanie, PWN.
  - 1997: III wydanie, seria „Klasycy Nauki”, Prószyński i S-ka, ISBN 83-7180627-2.
  - 2021: nowe wydanie, Zysk i S-ka, ISBN 978-83-8202341-1.

## Członkostwa
- 1969: członek korespondent Polskiej Akademii Nauk,
- 1976: członek rzeczywisty PAN[11],
- 1978–80: wiceprezes PAN[7][10],
- 1981: jeden ze 124 członków założycieli Światowej Rady Kultury (ang. WCC), jako jeden z trzech Polaków – obok Leonarda Sosnowskiego i Stefana Ślopka[24],
- 1984: członek honorowy Towarzystwa Naukowego Warszawskiego[25],
- 2000: członek korespondent Polskiej Akademii Umiejętności.

## Nagrody

### Odznaczenia i inne nagrody państwowe
- 1976: Nagroda Państwowa I stopnia,
- 2003: Krzyż Oficerski Orderu Odrodzenia Polski[26].
- 2016: Krzyż Komandorski Orderu Odrodzenia Polski[27][28][29].

### Inne nagrody
- 1984: Nagroda Fundacji im. A. Jurzykowskiego,
- 1986: Medal Mariana Smoluchowskiego przyznawany przez Polskie Towarzystwo Fizyczne[7][10],
- 2001: doktorat honorowy od Uniwersytetu Śląskiego w Opawie (Czechy),
- 2017: Nagroda FNP w obszarze nauk matematyczno-fizycznych i inżynierskich[20],
- 2021: Medal Amaldiego od Włoskiego Towarzystwa Ogólnej Teorii Względności i Fizyki Grawitacyjnej (wł. Medaglia Amaldi)[30].

W 2016 roku – za sprawą pierwszych obserwacji fal czasoprzestrzeni – Trautman zaczął być wymieniany w gronie faworytów do Nagrody Nobla w dziedzinie fizyki. W 2017 roku przyznano Nagrodę Nobla za odkrycia w tej dziedzinie, jednak otrzymali ją wyłącznie obserwatorzy tych fal: Kip Thorne, Rainer Weiss i Barry Barish.